# Michael Jacques Lieb

Michael Jacques Lieb

Michael Jacques Lieb (* 3. Juli 1956 in Trier) ist ein deutscher Schauspieler, Schauspiellehrer, Märchenerzähler und Klinik-Clown.

## Entwicklung
MJL wurde als Sohn des Schauspielers Jacques Lieb und der Ballett-Tänzerin Ingrid Lieb, geborene Schröder, geboren. Nach dem Abitur in Daun/Eifel 1976 und der Wehrpflichtzeit verschlug es ihn im Herbst 1977 nach München. Dort begann er eine 2-jährige Kürschnerlehre und absolvierte 1979 seine Gesellenprüfung. Bis 1980 arbeitete er in diesem Beruf. Als Theaterkind bereits geprägt, besuchte er ab 1981 in München die Internationale Schule für Schauspiel und Acting (Zinner-Studio) mit gleichzeitigem Studium der Theaterwissenschaften an der Ludwig-Maximilians-Universität München. Das Schauspielexamen absolvierte er im Sommer 1984.
Noch während seiner Ausbildung erfolgte sein erstes Engagement am Residenztheater München am Bayerischen Staatsschauspiel unter der Regie des renommierten Film- und Theaterregisseurs Ingmar Bergman, in dem Klassiker Dom Juan von Jean Baptiste Molière. Mit dieser Inszenierung war er 1983 im Sommer bei den Salzburger Festspielen vertreten.
Das erste feste Engagement erfolgte 1984 am Landestheater Coburg. In den folgenden drei Jahren spielte er in über 30 Stücken Charakter-Rollen wie z. B. den Andri in "Andorra" von Max Frisch, den Silvio in "Der Diener zweier Herren" von Goldoni oder den Andi in dem Zweipersonenstück "Burning Love" von Fitzgerald Kusz. Aufführungen von Brecht bis Shakespeare, von Bernhard bis Büchner sind Bestandteil des Repertoires.
1987 ging Lieb als freischaffender Schauspieler zurück in die bayerische Landeshauptstadt. Seit dieser Zeit war er in vielfältigen verschiedenen Rollen bei Theater-, Film- und Fernsehproduktionen vertreten.
Seit 1997 gibt Lieb auch Schauspielunterricht.
Von 1999 bis 2000 spielte Lieb die Hauptrolle des Freibeuters Sir Francis Drake in der
Terra-X Spieldokumentation "Die Abenteuer des Sir Francis Drake" im Auftrag von Arte und ZDF. Gedreht wurde an Originalschauplätzen in England, der Karibik und in Panama.

## Das Einmanntheater
1997 gründete der Schauspieler des Einmanntheater Theatro Liebido in München. Premiere des Urfaust von Johann Wolfgang von Goethe war am 14. März 1997 im  INTERIM in München.
Im selben Jahr ging er mit dem Urfaust nach Kenia, an die Deutsche Schule in Nairobi (Michael-Grzimek-Gymnasium) und an die dortige Kenyatta-Universität. 1999 wurde Michael J. Lieb mit seiner Interpretation des Urfaust in die USA an die Appalachian State University eingeladen.
Das Theatro Liebido setzt sich zur Aufgabe den goeth´schen Klassiker in einer Person auf die Bühne zu bringen. Lieb verkörpert alle Rollen des Theaterstückes selbst, interaktiv mit Einbeziehen des Publikums. Seit 1999 geht Lieb mit dem Urfaust regelmäßig an deutsche Gymnasien um den Kollegiaten und Abiturienten den Fauststoff auf dies besondere Weise näherzubringen.
Im Goethe-Jahr 1999 wurde Lieb in der Rolle des Dichterfürsten "Johann Wolfgang von Goethes", nach Frankfurt am Main eingeladen, um vier Wochen lang Auszüge aus dessen Werken in den Straßen und öffentlichen Verkehrsmitteln der Mainmetropole unters Volk zu bringen.
Dieses große Event regte den Darsteller und sein Theatro Liebido an, anschließend in allen möglichen klassischen und auch in außergewöhnlichen Figuren aufzutreten.
"Casanova, Goethe, Molière, Shakespeare, Villon, Kinski etc... er spielt sie alle" ist seit dem sein Motto. Eigens erfundene Figuren, wie der mittelalterliche, schottische Highlander-Poet "Michael McLove" oder der Stegreif-Märchen-Erzähler "Chaporello", der für kleine und große Kinder spontane Geschichten aus dem Hut zaubert, ergänzen seine Figuren.
Seit 2007 ist Lieb auch als Klinik-Clown tätig.  Die Klinikclowns, welche aus professionellen Künstlern bestehen, sind meist zu zweit und besuchen regelmäßig Kinderkliniken und Seniorenheime um kleinen und große Kindern ein Lachen zu schenken. Mit einem Zirkusclown ist die Tätigkeit des Klinikclowns nicht vergleichbar.
Seit 2008 arbeitet Lieb als Schauspielerpatient am Klinikum Rechts der Isar. Die technische Universität München bietet Medizinstudenten die Möglichkeit, anhand von fiktiven Krankheitsbildern eine "ärztliche Gesprächsführung" mit Profidarstellern, als sogenannten "Schauspielpatienten" zu praktizieren. Dabei wird der Patient und sein Rollenprofil so nah wie möglich an einer realen Situation angelegt. Die jungen Studenten nehmen diese Möglichkeit mit großer Begeisterung wahr.
Seit 2009 hat sich Lieb aus dem Film- und Fernsehgeschäft fast vollständig zurückgezogen.
"Picasso" heißt die neue Figur im Repertoire von Lieb. Hervorgegangen ist sie 2011 aus einer fast einjährigen Probenarbeit mit einer Flamenco-Gruppe. Das Theatro Liebido entwickelt die Figur weiter und  versucht Picasso Gitarre spielend, Flamenco tanzend, malend, und vor allem interaktiv, mit  nahezu unbekannten Texten, Gedichten und Zitaten des großen Malers, dem Publikum nahezubringen.

## Filmografie (Auswahl)
- 2004: Grüße aus Kaschmir